# Фрики Форчън
„Фрики Форчън“ е гръцко дуо, избрано да представи Гърция на песенния конкурс „Евровизия 2014“ съвместно с рапъра Риски Кид. Състои се от певеца Николас Раптакис (р. 1990) и продуцента Теофилос Пузбурис (р. 1991).
Дуото е сформирано през 2011 година, а самите музиканти се занимават с музика от ранна възраст. Пишат денс и поп песни, имат и няколко ремикса на известни такива. „Our Destiny“, първият им сингъл, е по тяхна музика и текст, като е издаден от „Юнивърсъл“. Кавърът им на песента на Кейти Пери „Part of Me“ получава първа награда в музикалното състезание на Перез Хилтън „Can YOU Sing“.